# Todo lo que quiero
Todo lo que quiero (título original All I Want, también conocida como Try Seventeen) es una película comedia-dramática del año 2002, dirigida por Jeffrey Porter y escrita por Charles Kephart. Está protagonizada por Elijah Wood, Franka Potente y Mandy Moore. La película se estrenó en el Festival de Cine de Toronto el 10 de septiembre de 2002 y en el Palm Springs International Film Festival el 12 de enero de 2003.

## Argumento
El inadaptado Jones Dillon, de 17 años de edad, abandona la universidad en su primer día, ya que la considera aburrida. Se muda a un viejo edificio de apartamentos donde pronto se verá envuelto en los problemas y situaciones tanto cómicas como serias en la vida de sus excéntricos nuevos vecinos. Entre ellos un fotógrafo temperamental y una aspirante a actriz. Cuando no está ocupado coqueteando con las chicas o aprendiendo a vivir por su cuenta, Jones, aspirante a escritor, divide su tiempo entre esquivar las preguntas de su madre alcohólica, escribir cartas a un padre ausente y disfrutar de una vida de fantasía hiperactiva. Un accidente de tráfico le obliga a mirar a la realidad pero, sin embargo, Jones tiene deseos de crecer y decidir lo que realmente quiere.

## Elenco
- Elijah Wood - Jones Dillon.
- Franka Potente - Jane.
- Mandy Moore - Lisa.
- Elizabeth Perkins - Blanche.
- Deborah Harry - Ma.
- Chris William Martin - Steve.

- Datos: Q1464730
- Multimedia: All I Want (film) / Q1464730